# Оніл
Оніл, Оніль (валенс. Onil, ісп. Onil) — муніципалітет в Іспанії, у складі автономної спільноти Валенсія, у провінції Аліканте. Населення — 7763 особи (2023).

## Географія
Муніципалітет розташований на відстані близько 330 км на південний схід від Мадрида, 35 км на північний захід від Аліканте.

## Демографія
Динаміка населення (INE ):

## Галерея зображень

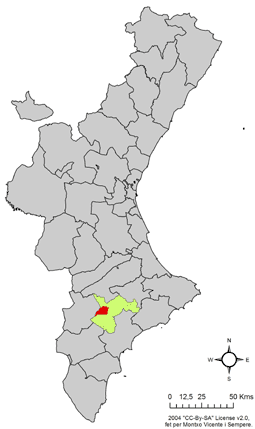
Розташування муніципалітету Оніл у автономній спільноті Валенсія
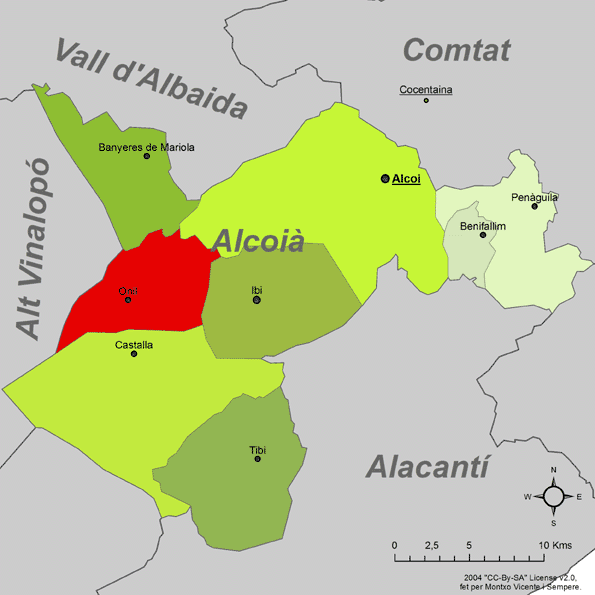
Розташування муніципалітету Оніл у комарці Оя-де-Алькой